# Палмьери, Эмерсон
Э́мерсон Палмье́ри дос Са́нтос (порт.-браз. Emerson Palmieri dos Santos; род. 3 августа 1994[…], Сантус, Сан-Паулу) — итальянский и бразильский футболист, защитник клуба «Вест Хэм Юнайтед» и сборной Италии. Победитель Лиги чемпионов, Лиги Европы УЕФА, Лиги конференций УЕФА (2020/21, 2018/19 и 2022/2023 соответственно). Чемпион Европы 2020 года в составе Сборной Италии.
Мать Эмерсона — итальянка, а старший брат Джованни также является профессиональным футболистом. В 2017 году Палмьери получил итальянское гражданство.
Первый игрок, который стал победителем 5 крупных турниров под эгидой УЕФА (Лига чемпионов, Лига Европы, Лига конференций, Суперкубок УЕФА, Евро-2020).

## Клубная карьера
Эмерсон — воспитанник клуба «Сантос». 17 апреля 2011 года в поединке Лиги Паулиста против «Паулисты» Палмьери дебютировал за основной состав. 17 июня 2012 года в матче против «Фламенго» он дебютировал в бразильской Серии A. 5 сентября 2013 года в поединке против «Атлетико Паранаэнсе» Эмерсон забил свой первый гол за «Сантос». В составе клуба он дважды выиграл Лигу Паулисту.
Летом 2014 года Эмерсон на правах аренды перешёл в итальянский «Палермо». 24 сентября 2014 года в матче против «Наполи» он дебютировал в итальянской Серии A. Тем не менее основным левым защитником не стал, проиграв конкуренцию марокканцу Ашрафу Лазаару, из-за чего за сезон сыграл всего девять матчей в чемпионате.
Летом 2015 года Эмерсон перешёл в «Рому». 4 октября 2015 года в матче против своего бывшего клуба «Палермо» он дебютировал за новую команду. 14 мая 2016 года в поединке против «Милана» Палмьери забил свой первый гол за «Рому». 16 февраля 2017 года в матче Лиги Европы против испанского «Вильярреала» он забил гол. Эмерсон пропустил большую часть первой половины сезона 2017/18 из-за травмы передней крестообразной связки, которую он получил в мае 2017 года. Он вернулся в футбол 1 декабря 2017 года, выйдя со скамейки запасных в последние 15 минут матча против СПАЛ, который стал единственным за «Рому» в сезоне.

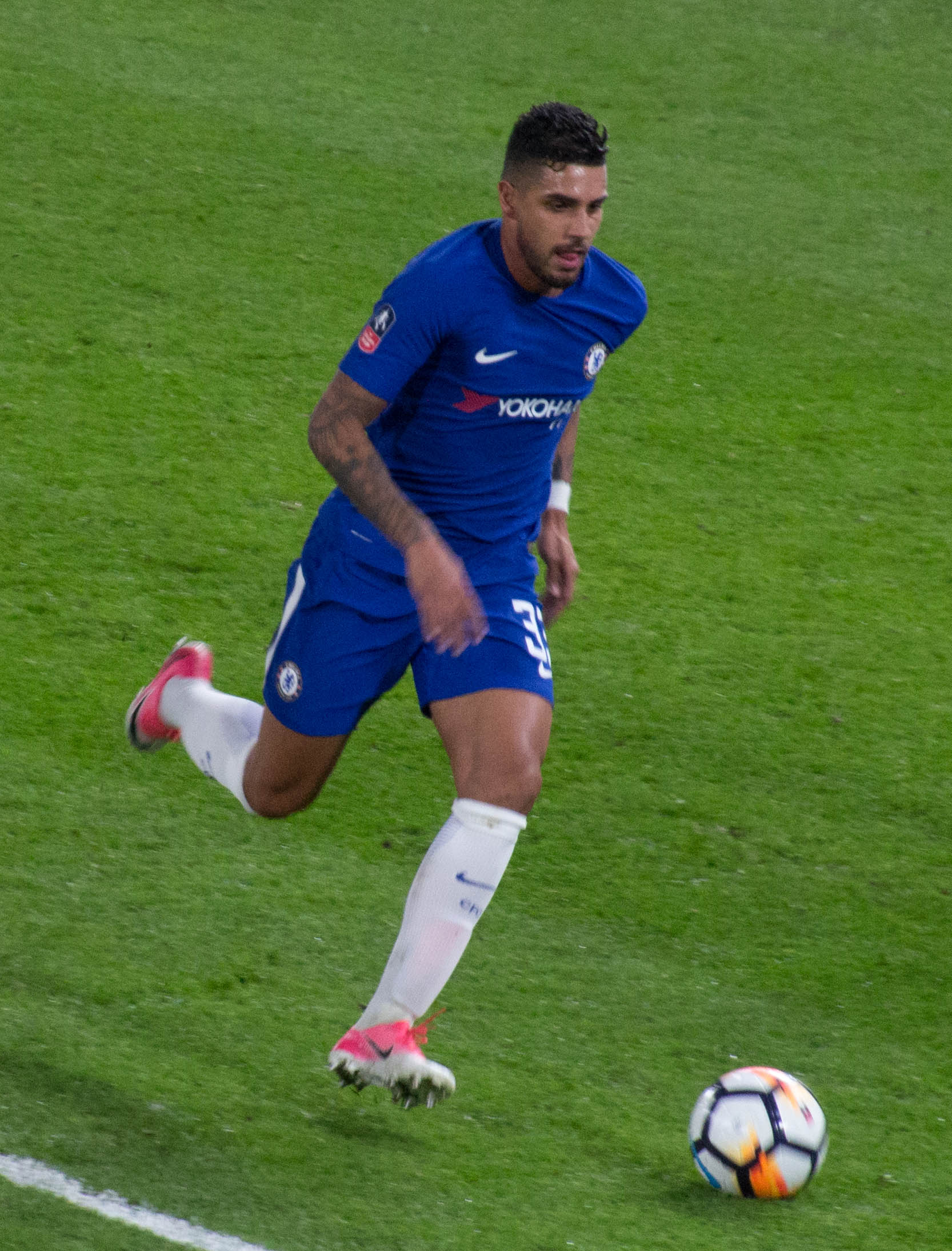
Эмерсон в составе «Челси» в 2018 году

30 января 2018 года Эмерсон подписал контракт с английским «Челси» сроком на 4,5 года. Сумма трансфера составила 20 млн евро. 16 февраля 2018 года в пятом раунде Кубка Англии против «Халл Сити» Эмерсон дебютировал за основной состав. 4 марта 2018 года в матче против «Манчестер Сити» он дебютировал в английской Премьер-лиге. 26 сентября 2018 года Эмерсон забил свой первый гол за «Челси» в новом сезоне, сравняв счёт в выездной игре против «Ливерпуля» в третьем раунде Кубка лиги, где «Челси» выиграл 2:1. 29 мая 2019 года Эмерсон ассистировал на первый гол Оливье Жиру в финале Лиги Европы УЕФА, а «Челси» в итоге выиграл 4:1 у «Арсенала» и завоевал трофей. В 2021 году стал победителем Лиги чемпионов УЕФА в составе «Челси».
С 19 августа 2021 года на правах аренды играет за «Лион» (аренда сроком на год).

## Карьера в сборной
В 2011 году в составе сборной Бразилии до 17 лет Эмерсон стал победителем юношеского чемпионата Южной Америки в Эквадоре. На турнире он сыграл в матчах против команд Венесуэлы, Чили, Уругвая, Эквадора, Аргентины, а также дважды против Колумбии и Парагвая. В поединке против чилийцев Палмьери забил гол.
Летом того же года Эмерсон принял участие в юношеском чемпионате мира в Мексике. На турнире он сыграл в матчах против команд Дании, Австралии, Кот-д’Ивуара, Эквадора, Японии, Уругвая и Германии.
10 сентября 2018 года в матче Лиги наций против сборной Португалии Палмьери дебютировал за сборную Италии.
В 2021 году в составе сборной Италии стал победителем Евро-2020. В финале против сборной Англии отыграл 118 минут, после чего был заменён на Алессандро Флоренци.

## Достижения
«Сантос»
- Лига Паулиста (2): 2011, 2012

«Челси»
- Обладатель Кубка Англии: 2017/18
- Победитель Лиги чемпионов УЕФА: 2020/21
- Победитель Лиги Европы УЕФА: 2018/19
- Обладатель Суперкубка УЕФА: 2021

«Вест Хэм Юнайтед»
- Победитель Лиги конференций УЕФА: 2022/23

Сборная Бразилии (до 17 лет)
- Чемпион Южной Америки среди юношей до 17 лет: 2011

Сборная Италии
- Чемпион Европы: 2020

## Государственные награды
- Кавалер ордена «За заслуги перед Итальянской Республикой» (16 июля 2021) — в знак признания спортивных ценностей и национального духа, которые вдохновили итальянскую команду на победу на чемпионате Европы по футболу 2020[34][35]